# Гертруда Бланш
Гертруда Бланш (2 лютого 1897, м. Кольно, Російська імперія (нині Польща) — 1 січня 1996) — американська математикиня, яка займалася новаторською роботою в чисельному аналізі і обчисленні. Вона була лідером проекту з математичних таблиць (Mathematical Tables Project) у Нью-Йорку від його початку. Пізніше вона працювала помічником директора та керівником Чисельного аналізу в підрозділі UCLA, була очільницею математичних досліджень Лабораторії аерокосмічних досліджень у військово-повітряній базі Райт-Паттерсона в Дейтоні, штат Огайо.

## Ранні роки та освіта
Бланш народилася Гіттель Каймовіц в Кольно, в сім'ї Вольфа Каймовіца та Дори Бланш. Історично, Кольно був частиною Польщі, але в той час він був поділений з Російською імперією. Бланш була наймолодшою із семи дітей. Вольф Каймовіц емігрував до Сполучених Штатів, а в 1907 році Дора Бланш, десятирічна Бланш та ще одна дочка приєдналися до нього в Нью-Йорку.
Бланш відвідувала державну школу в Нью-Йорку. У 1914 році закінчила Eastern District High School в Брукліні. Пізніше того ж року Каймовіц помер, тому Бланш вирішила влаштуватися на роботу, щоб підтримати свою сім'ю. Вона працювала чотирнадцять років на посадах канцелярських працівників, заощаджуючи гроші на школу. У 1921 році вона стала громадянкою США. Після смерті її матері в 1927 році, Бланш почала відвідувати вечірні заняття у Washington Square College, підрозділі Нью-Йоркського університету. У 1932 році Бланш отримала ступінь бакалавра математики у Нью-Йоркському університеті. Того ж року вона змінила своє прізвище з Каймовіц на Бланш, американізовану версію прізвища її матері. Вона отримала ступінь доктора філософії в Корнельському університеті з алгебраїчної геометрії в 1935 році.

## Кар'єра
Впродовж року Бланш працювала репетитором в Hunter College замість її колеги у відпустці; потім влаштувалася на роботу бухгалтером. У 1938 році вона почала працювати над проектом Mathematical Tables Project WPA, в якому була «Директором математики» і «Менеджером обчислень». Це містило в собі розробку алгоритмів, які створювалися командами людських комп'ютерів під керівництвом Бланш. Багато з цих комп'ютерів мали лише рудиментарні математичні навички, але алгоритми та перевірка помилок у проєкті Математичних таблиць були достатньо добре розроблені, щоб їхні результати визначали стандарт для рішення трансцендентної функції протягом десятиліть. Пізніше цей проєкт став лабораторією обчислень Національного бюро стандартів.
Після припинення роботи WPA наприкінці 1942 року, проєкт «Математичні таблиці» став незалежною організацією. Під час Другої світової війни він діяв як головне обчислювальне бюро для уряду США і проводив розрахунки для Управління наукових досліджень і розробок, армії, флоту, Манхеттенського проєкту та інших установ. Бланш очолювала групу впродовж всієї війни.
Після війни кар'єрі Бланш перешкоджали підозри ФБР в тому, що вона була таємною комуністкою. Їхні свідчення щодо цього здаються недостатніми та включають, наприклад, спостереження, що Бланш ніколи не одружувалася та не мала дітей, а також те, що її сестра була пов'язана з Комуністичною партією. Мабуть, це стало дивовижним відкриттям, що мініатюрна 50-річна математикиня вимагала, і виграла, судові слухання для очищення свого імені.
Згодом вона працювала в Інституті чисельного аналізу в Лос-Анджелесі та Лабораторії аерокосмічних досліджень на військово-повітряній базі Райт-Паттерсона в Дейтоні, штат Огайо. Вона була одним із перших членів Асоціації обчислювальних машин.

## Публікації
Бланш опублікувала понад 30 статей з гібридного функціоналу, чисельного аналізу та рівнянь Матьє. У 1962 році вона була обрана членом Американської асоціації сприяння розвитку науки. У 1964 році отримала Federal Woman's Award, нагороду для жінок, які вели зразкову професійну службу в уряді Сполучених Штатів.
- Документи Гертруди Бланш (1932—1996)[8]

## Відзнаки та нагороди
- Федеральна жіноча премія (1964)[8]
- Член Американської асоціації просування науки (1962)[8]

## Пізні роки
Гертруда Бланш вийшла на пенсію в 1967 р. у віці 69 років, але продовжувала працювати за консалтинговим контрактом для Air Force впродовж ще одного року. Після цього вона переїхала до Сан-Дієго і продовжувала працювати над числовими рішеннями рівнянь Матьє аж до її смерті в 1996 році, зосередившись на використанні ланцюгових дробів для досягнення високоточних результатів у невеликій кількості обчислювальних кроків. Ця робота так і не була опублікованою.
Документи Гертруди Бланш, 1932—1996, доступні в Інституті Чарльза Беббіджа, Університет Міннесоти, Міннеаполіс.